# Danh sách bài hát trong Thần tượng âm nhạc: Vietnam Idol (mùa 3)
Bảng dưới đây liệt kê các bài hát được dùng từ vòng thi bán kết, chung kết (gala) và đêm đăng quang của chương trình Thần tượng âm nhạc:Vietnam Idol, mùa thứ ba. Sau một năm giám đoạn, chương trình trở lại với nhiều đổi thay, từ đội ngũ sản xuất, đơn vị phát sóng đến cả định dạng chương trình. Một nét mới khác là ở người dẫn chương trình và hội đồng giám khảo. Phan Anh là người dẫn mới, Siu Black là giám khảo duy nhất còn trụ lại sau hai mùa thi và giám khảo thứ tư lần đầu tiên xuất hiện từ vòng chung kết - nhà báo, người dẫn chương trình Đặng Diễm Quỳnh.

## Bảng danh sách chung
Chú thích
| Bài hát đăng quang Bài hát thử thách do giám khảo đặt ra Bài hát của thí sinh được đặc cách | Bài hát của ca sĩ khách mời Bài hát chia tay của thí sinh bị loại Bài hát của thí sinh được cứu trợ |

| STT | Thí sinh thể hiện                                    | Bài hát                                                              | Sáng tác                              | Kết quả                                                                       |  |
| --- | ---------------------------------------------------- | -------------------------------------------------------------------- | ------------------------------------- | ----------------------------------------------------------------------------- |  |
|     | Tuần bán kết 1: Tốp 8 nam (25 - 28/09/2010)          |                                                                      |                                       |                                                                               |  |
| 1   | Lân Nhã                                              | "Ly café Ban Mê"                                                     | Nguyễn Cường                          | An toàn                                                                       |  |
| 2   | Y Jalin                                              | "Lang Biang S'Ning"                                                  | Karajan K'Plin & Karajan Dick         | Không an toàn                                                                 |  |
| 3   | Văn Thắng                                            | "Bông hồng thủy tinh"                                                | Trần Lập                              | An toàn                                                                       |  |
| 4   | Đăng Khoa                                            | "Phố cổ"                                                             | Nguyễn Duy Hùng                       | Tốp 10                                                                        |  |
| 5   | Trung Quân                                           | "Lại gần bên anh"                                                    | Anh Quân & Huy Tuấn                   | An toàn                                                                       |  |
| 6   | Đức Anh                                              | "Bất chợt một tình yêu"                                              | Nguyễn Đức Cường                      | Tốp 10                                                                        |  |
| 7   | Vương Linh                                           | "Em về tinh khôi"                                                    | Quốc Bảo                              | An toàn                                                                       |  |
| 8   | Văn Viết                                             | "Đôi chân trần"                                                      | Y Phôn K'Sor                          | Không an toàn                                                                 |  |
| 9   | Tốp 8 nam                                            | "Những nụ hôn rực rỡ"                                                | Võ Thiện Thanh                        |                                                                               |  |
| 10  | Quốc Thiên                                           | "Hãy cứ bước tới"                                                    | Hoàng Anh & Hùng Lân                  |                                                                               |  |
| 11  | Y Jalin                                              | "Xôn xao mênh mang Đăk Lăk"                                          | Nguyễn Cường                          | Bị loại                                                                       |  |
|     | Tuần bán kết 2: Tốp 8 nữ (02 - 05/10)                |                                                                      |                                       |                                                                               |  |
| 1   | Mai Hương                                            | "Nắng chờ"                                                           | Anh Minh                              | An toàn                                                                       |  |
| 2   | Thu Trang                                            | "Anh"                                                                | Xuân Phương                           | Không an toàn                                                                 |  |
| 3   | Ng. Phương Anh                                       | "Từ khi em đến"                                                      | Võ Thiện Thanh                        | An toàn                                                                       |  |
| 4   | Minh Nguyệt                                          | "Ngựa ô thương nhớ"                                                  | Trần Tiến                             | Không an toàn                                                                 |  |
| 5   | Bích Phương                                          | "Đêm cô đơn"                                                         | Trung Kiên                            | Không an toàn                                                                 |  |
| 6   | Uyên Linh                                            | "Với anh"                                                            | Hồ Hoài Anh                           | Tốp 10                                                                        |  |
| 7   | Phương Ly                                            | "Những ngày thứ bảy trong năm"                                       | Nguyễn Duy Hùng                       | An toàn                                                                       |  |
| 8   | L. Phương Anh                                        | "Chỉ có thể là tình yêu"                                             | Phương Uyên                           | An toàn                                                                       |  |
| 9   | Tốp 8 nữ                                             | "Cô gái tự tin"                                                      | Hồ Hoài Anh                           |                                                                               |  |
| 10  | Đức Tuấn                                             | "Trẻ mãi"                                                            | Trần Lê Quỳnh                         |                                                                               |  |
| 11  | Thu Trang                                            | "Nụ hôn cuối"                                                        | Hồ Hoài Anh                           | Bị loại                                                                       |  |
|     | Tuần bán kết 3: Tốp 10 thí sinh còn lại (09 - 12/10) |                                                                      |                                       |                                                                               |  |
| 1   | Vương Linh                                           | "Gánh hàng rong"                                                     | Lê Quốc Dũng                          | Tốp 10                                                                        |  |
| 2   | Minh Nguyệt                                          | "Tình 2000"                                                          | Võ Thiện Thanh                        | Bị loại                                                                       |  |
| 3   | Văn Thắng                                            | "Mắt đen"                                                            | Trần Lập                              | Bị loại                                                                       |  |
| 4   | Văn Viết                                             | "Đi tìm bóng núi"                                                    | An Thuyên                             | Bị loại                                                                       |  |
| 5   | Phương Ly                                            | "Nhạc khúc tình yêu"                                                 | Kỳ Phương                             | Bị loại                                                                       |  |
| 6   | Ng. Phương Anh                                       | "Không làm khác được"                                                | Lương Bằng Quang                      | Tốp 10                                                                        |  |
| 7   | Trung Quân                                           | "Bài ca tình yêu"                                                    | Thành Vương                           | Tốp 10                                                                        |  |
| 8   | Bích Phương                                          | "Chuyện tình"                                                        | Anh Quân                              | Tốp 10                                                                        |  |
| 9   | Lân Nhã                                              | "Bóng mưa"                                                           | Hồ Hoài Anh                           | Tốp 10                                                                        |  |
| 10  | Mai Hương                                            | "Cánh buồm phiêu du"                                                 | Sơn Thạch                             | Tốp 10                                                                        |  |
| 11  | Hiến Thục                                            | "Yêu dấu theo gió bay"                                               | Nguyễn Hoàng Duy                      |                                                                               |  |
| 12  | Tốp bị loại                                          | "Mở cửa tâm hồn"                                                     | Võ Thiện Thanh                        | Bị loại                                                                       |  |
|     | Tuần 1: Tự chọn (23 - 26/10)                         |                                                                      |                                       |                                                                               |  |
| 1   | Đăng Khoa                                            | "Anh trôi vè em"                                                     | Huy Tuấn                              | Không an toàn                                                                 |  |
| 2   | Ng. Phương Anh                                       | "Chơi vơi tôi ru tôi"                                                | Hồ Hoài Anh                           | Không an toàn                                                                 |  |
| 3   | Lân Nhã                                              | "Buồn ơi chào mi"                                                    | Nguyễn Ánh 9                          | An toàn                                                                       |  |
| 4   | Bích Phương                                          | "Hôm nay anh đến"                                                    | Hồ Hoài Anh                           | An toàn                                                                       |  |
| 5   | Trung Quân                                           | "Căn gác trống"                                                      |                                       | An toàn                                                                       |  |
| 6   | Vương Linh                                           | "Người đến bên tôi"                                                  | Tường Văn                             | An toàn                                                                       |  |
| 7   | L. Phương Anh                                        | "Tìm lại giấc mơ"                                                    | Nguyễn Hồng Thuận                     | An toàn                                                                       |  |
| 8   | Đức Anh                                              | "Anh muốn"                                                           | Nguyễn Đức Cường                      | Không an toàn                                                                 |  |
| 9   | Mai Hương                                            | "Khoảng trời của bé"                                                 | Nguyễn Duy Hùng                       | An toàn                                                                       |  |
| 10  | Uyên Linh                                            | "Những lời buồn"                                                     | Đức Trí                               | An toàn                                                                       |  |
| 11  | Tốp 10                                               | "Một ngày mới"                                                       | Huy Tuấn                              |                                                                               |  |
| 12  | Phương Vy (đệm đàn: Vĩnh Tâm)                        | "Nụ cười và những ước mơ"                                            | Đức Trí                               |                                                                               |  |
| 13  | Ng. Phương Anh                                       | "Giấc mơ mùa thu"                                                    | Võ Thiện Thanh                        | Bị loại                                                                       |  |
|     | Tuần 2: Pop/Rock (30/10 - 02/11)                     |                                                                      |                                       |                                                                               |  |
| 1   | Trung Quân                                           | "Đừng khóc và đừng hứa"                                              | Đức Trí                               | An toàn                                                                       |  |
| 2   | Vương Linh                                           | "Khúc mưa"                                                           | Võ Thiện Thanh                        | Không an toàn                                                                 |  |
| 3   | Bích Phương                                          | "Với anh"                                                            | Trần Tiến                             | Không an toàn                                                                 |  |
| 4   | Lân Nhã                                              | "Thế thôi"                                                           | Nguyên Vũ                             | An toàn                                                                       |  |
| 5   | Uyên Linh                                            | "Mùa đông sẽ qua"                                                    | Nhạc: Huy Tuấn. Lời: Dương Thụ        | An toàn                                                                       |  |
| 6   | Đức Anh                                              | "Ngủ say nhé"                                                        | Hồ Minh Phúc                          | An toàn                                                                       |  |
| 7   | Lều Phương Anh                                       | "Em không khóc"                                                      | Thái Thịnh                            | Không an toàn                                                                 |  |
| 8   | Đăng Khoa                                            | "Có một chút"                                                        | Đức Trí                               | An toàn                                                                       |  |
| 9   | Mai Hương                                            | "Thu tình yêu"                                                       | Lưu Thiên Hương                       | An toàn                                                                       |  |
| 10  | Tốp 9                                                | "Tìm lại"                                                            | Microwave                             |                                                                               |  |
| 11  | Phương Thanh & UnlimiteD                             | "Đừng nhìn lại"                                                      | UnlimiteD                             |                                                                               |  |
| 12  | Vương Linh                                           | "Rồi ngày mai sẽ đến"                                                | Ngọc Hiền                             | Bị loại                                                                       |  |
|     | Tuần 3: R&B/Hip-Hop/Dance (06 - 09/11)               |                                                                      |                                       |                                                                               |  |
| 1   | Lều Phương Anh                                       | "Giận anh"                                                           | Đức Trí                               | An toàn                                                                       |  |
| 2   | Đức Anh                                              | "Quá yêu"                                                            | Lưu Hương Giang                       | Không an toàn                                                                 |  |
| 3   | Bích Phương                                          | "Yêu"                                                                | Nguyễn Duy Hùng                       | Không an toàn                                                                 |  |
| 4   | Đăng Khoa                                            | "Lột xác"                                                            | Nguyễn Hải Phong                      | An toàn                                                                       |  |
| 5   | Mai Hương                                            | "Trôi trong gương"                                                   | Giáng Son, Nguyễn Vĩnh Tiến           | An toàn                                                                       |  |
| 6   | Lân Nhã                                              | "Độc bước"                                                           | Trần Trung Đức                        | An toàn                                                                       |  |
| 7   | Trung Quân                                           | "Đôi mắt"                                                            | Nguyễn Hải Phong                      | Không an toàn                                                                 |  |
| 8   | Uyên Linh                                            | "Lời của ánh mắt"                                                    | Huy Tuấn                              | An toàn                                                                       |  |
| 9   | Tốp 8                                                | "Để tình yêu hát"                                                    | Anh Quân                              |                                                                               |  |
| 10  | Hồ Ngọc Hà                                           | "Thức tỉnh"                                                          | Nguyễn Hải Phong                      |                                                                               |  |
| 11  | Trung Quân                                           | "Chuyện tình"                                                        | lời: Dương Thụ; nhạc: Anh Quân        | Bị loại                                                                       |  |
|     | Tuần 4: Nhạc quốc tế (13 - 16/11)                    |                                                                      |                                       |                                                                               |  |
| 1   | Bích Phương                                          | "From Sarah with Love" (Sarah Connor)                                | Rob Tyger, Kay Denar, Sarah Connor    | Không an toàn                                                                 |  |
| 2   | Uyên Linh                                            | "Fallin'" (Alicia Keys)                                              | Alicia Keys                           | An toàn                                                                       |  |
| 3   | Lân Nhã                                              | "Apologize" (OneRepublic)                                            | Ryan Tedder                           | Không an toàn                                                                 |  |
| 4   | Lều Phương Anh                                       | "How Do I Live" (LeAnn Rimes)                                        | Diane Warren                          | An toàn                                                                       |  |
| 5   | Đức Anh                                              | "Say It Right" (Nelly Furtado)                                       | Nelly Furtado, Tim Mosley, Nate Hills | Không an toàn                                                                 |  |
| 6   | Mai Hương                                            | "I Have Nothing" (Whitney Houston)                                   | David Foster, Linda Thompson          | An toàn                                                                       |  |
| 7   | Đăng Khoa                                            | Somewhere Over the Rainbow (Judy Garland - nhạc phim Phù thủy xứ Oz) | nhạc: Harold Arlen; lời: E.Y. Harburg | An toàn                                                                       |  |
| 8   | Tốp 7                                                | "I Have a Dream" (ABBA)                                              | Benny Andersson, Björn Ulvaeus        |                                                                               |  |
| 9   | Thanh Bùi                                            | "U & I"                                                              | Dương Khắc Linh & Thanh Bùi           |                                                                               |  |
| 10  | Bích Phương                                          | "Những giấc mơ dài"                                                  | Huy Tuấn                              | Bị loại                                                                       |  |
|     | Tuần 5: Những bài ca không quên (20 - 23/11)         |                                                                      |                                       |                                                                               |  |
| 1   | Đức Anh                                              | "Điệp khúc tình yêu"                                                 | Trần Tiến                             | Bị loại                                                                       |  |
| 2   | Mai Hương                                            | "Nơi em gặp lại anh"                                                 | Hoàng Hiệp                            | Không an toàn                                                                 |  |
| 3   | Đăng Khoa                                            | "Mặt trời bé con"                                                    | Trần Tiến                             | An toàn                                                                       |  |
| 4   | Uyên Linh                                            | "Khát vọng"                                                          | Thuận Yến                             | Không an toàn                                                                 |  |
| 5   | Lân Nhã                                              | "Hồ trên núi"                                                        | Phó Đức Phương                        | An toàn                                                                       |  |
| 6   | Lều Phương Anh                                       | "Em vẫn đợi anh về"                                                  | Hoàng Hiệp                            | An toàn                                                                       |  |
| 7   | Cẩm Vân                                              | "Khát vọng"                                                          | Phạm Minh Tuấn                        |                                                                               |  |
| 8   | Đức Anh                                              | "Anh trôi về em"                                                     | Huy Tuấn                              | Bị loại                                                                       |  |
|     | Tuần 6: Đêm Diva (27 - 30/11)                        |                                                                      |                                       |                                                                               |  |
| 1   | Uyên Linh                                            | "Trở lại tuổi thơ"                                                   | Anh Quân & Huy Tuấn                   | Không an toàn                                                                 |  |
| 2   | Lân Nhã                                              | "Một mình"                                                           | Thanh Tùng                            | Không an toàn                                                                 |  |
| 3   | Đăng Khoa                                            | "Ngày không mưa"                                                     | Quốc Trung                            | An toàn                                                                       |  |
| 4   | Lều Phương Anh                                       | "Cho em một ngày"                                                    | Dương Thụ                             | Không an toàn                                                                 |  |
| 5   | Mai Hương                                            | "Một ngày mới"                                                       | Huy Tuấn                              | An toàn                                                                       |  |
| 6   | Mỹ Linh                                              | "Để mãi được gần anh"                                                | Anh Quân                              |                                                                               |  |
| 7   | Đăng Khoa                                            | "Dòng thời gian"                                                     | Nguyễn Hải Phong                      | Tự xin dừng cuộc chơi thay cho Uyên Linh                                      |  |
|     | Tuần 7: Đêm song ca (04 - 07/12)                     |                                                                      |                                       |                                                                               |  |
| 1   | Mai Hương & Lều Phương Anh                           | "Một ngày mới sang"                                                  | An Hiếu                               | Lều Phương Anh: An toàn Mai Hương: Không an toàn                              |  |
| 2   | Uyên Linh & Lân Nhã                                  | "Em và tôi"                                                          | Thanh Tùng                            | Uyên Linh: An toàn Lân Nhã: Không an toàn                                     |  |
| 3   | Lều Phương Anh & Lân Nhã                             | "Phút giây ngọt ngào"                                                | Hải Thuận                             | Lều Phương Anh: An toàn Lân Nhã: Không an toàn                                |  |
| 4   | Uyên Linh & Mai Hương                                | "Anh mãi là"                                                         | Hồ Hoài Anh                           | Uyên Linh: An toàn Mai Hương: Không an toàn                                   |  |
| 5   | Thanh Lam                                            | "Gọi anh"                                                            | Dương Thụ                             |                                                                               |  |
| 6   | Lân Nhã                                              | "Như một lời chia tay"                                               | Trịnh Công Sơn                        | Bị loại                                                                       |  |
|     | Tuần 8: Đêm của ban giám khảo (11 - 14/12)           |                                                                      |                                       |                                                                               |  |
| 1   | Uyên Linh                                            | "Chỉ là giấc mơ"                                                     | Kim Ngọc                              | An toàn                                                                       |  |
| 2   | Lều Phương Anh                                       | "Cô gái đến từ hôm qua"                                              | Trần Lê Quỳnh                         | Không an toàn                                                                 |  |
| 3   | Mai Hương                                            | "Hãy cho em gần bên anh"                                             | Anh Quân                              | An toàn                                                                       |  |
| 4   | Uyên Linh                                            | "Đường cong"                                                         | Nguyễn Hải Phong                      | An toàn                                                                       |  |
| 5   | Lều Phương Anh                                       | "Những khi ta buồn"                                                  | Võ Thiện Thanh                        | Không an toàn                                                                 |  |
| 6   | Mai Hương                                            | "I love músic"                                                       | Giáng Son                             | An toàn                                                                       |  |
| 7   | 1. Uyên Linh 2. Lều Phương Anh 3. Mai Hương          | "Gió" "Trót yêu anh rồi" "Hát"                                       | Quốc Bảo Đức Trí Trọng Vũ             | Top 3 biểu diễn mỗi người thêm 1 bài hát nữa ở đêm công bố kết quả ngày 14/12 |  |
| 8   | Lều Phương Anh                                       | "Chỉ có thể là tình yêu"                                             | Phương Uyên                           | Bị loại                                                                       |  |
|     | Tuần 9: Đêm chung kết (18/12 - 24/12)                |                                                                      |                                       |                                                                               |  |
| 1   | Mai Hương                                            | "Trái tim âm nhạc"                                                   | Bảo Lan                               | Bài hát tự chọn                                                               |  |
| 2   | Uyên Linh                                            | "Sao chẳng về với em"                                                | Quốc Trung                            | Bài hát tự chọn                                                               |  |
| 3   | Mai Hương                                            | "Hot n' Cold"                                                        | Nhạc nước ngoài                       | Ca khúc quốc tế                                                               |  |
| 4   | Uyên Linh                                            | "Take me to the river"                                               | Nhạc nước ngoài                       | Ca khúc quốc tế                                                               |  |
| 5   | Mai Hương                                            | "Cảm ơn tình yêu"                                                    | Huy Tuấn                              | Bài hát chiến thắng (Winning song)                                            |  |
| 6   | Uyên Linh                                            | "Cảm ơn tình yêu"                                                    | Huy Tuấn                              | Bài hát chiến thắng (Winning song)                                            |  |
|     | Lễ đăng quang (25/12)                                |                                                                      |                                       |                                                                               |  |
| 1   | Mai Hương                                            | "Đừng ngồi yên trong góc tối"                                        | Võ Thiện Thanh                        | Bài hát tự chọn                                                               |  |
| 2   | Uyên Linh                                            | "Giấc mơ nào với tôi"                                                | Bảo Chấn                              | Bài hát tự chọn                                                               |  |
| 3   | Mai Hương & Hồng Nhung                               | "Một ngày mới"                                                       | Huy Tuấn                              | Hát chung với khách mời hướng dẫn                                             |  |
| 4   | Uyên Linh & Mỹ Linh                                  | "I believe I can fly"                                                | R. Kelly                              | Hát chung với khách mời hướng dẫn                                             |  |
| 5   | Uyên Linh & Mai Hương                                | "Anh mãi là"                                                         | Hồ Hoài Anh                           | Song ca                                                                       |  |
| 6   | Nguyễn Phương Anh & Siu Black                        | "Khát khao môi hồng"                                                 | Phạm Anh Khoa                         |                                                                               |  |
| 7   | Đức Anh & Đăng Khoa                                  | "Dại khờ"                                                            | Nguyễn Hải Phong                      |                                                                               |  |
| 8   | Bích Phương & Vương Linh                             | "Đêm tình nhân"                                                      | Phương Uyên                           |                                                                               |  |
| 9   | Lân Nhã & Lều Phương Anh                             | "Phút giây ngọt ngào"                                                | Hải Thuận                             |                                                                               |  |
| 10  | Nhóm Du mục                                          | "Giấc mơ Chapi"                                                      | Trần Tiến                             |                                                                               |  |
| 11  | Tốp nam                                              | "Bèo dạt mây trôi"                                                   | Dân ca Quan họ Bắc Ninh               |                                                                               |  |
| 12  | Tốp 10                                               | "Những nụ hôn rực rỡ", "Hoa nắng", "Cô gái tự tin"                   | Huy Tuấn, Vũ Văn Hà, Hồ Hoài Anh      |                                                                               |  |
| 13  | Uyên Linh                                            | "Cảm ơn tình yêu"                                                    | Huy Tuấn                              | Chiến thắng                                                                   |  |